# Тумбарлинка
Тумбарлинка (Тумбарля) — река в России, протекает в Республике Татарстан и в Оренбургской области. Левый приток реки Ик.

## География
Река Тумбарлинка берёт начало у деревни Семыкино Северного района Оренбургской области. Течёт на восток по открытой местности. Устье реки находится у села Исергапово Бавлинского района Татарстана в 414 км по левому берегу реки Ик. Длина реки составляет 34 км, площадь водосборного бассейна 186 км².

## Данные водного реестра
По данным государственного водного реестра России относится к Камскому бассейновому округу, водохозяйственный участок реки — Ик от истока и до устья, речной подбассейн реки — бассейны притоков Камы до впадения Белой. Речной бассейн реки — Кама.
По данным геоинформационной системы водохозяйственного районирования территории РФ, подготовленной Федеральным агентством водных ресурсов:
- Код водного объекта в государственном водном реестре — 10010101312111100028060
- Код по гидрологической изученности (ГИ) — 111102806
- Код бассейна — 10.01.01.013
- Номер тома по ГИ — 11
- Выпуск по ГИ — 1